# فرانسيس بنجامين جونستون
فرانسيس بنجامين جونستون (بالإنجليزية: Frances Benjamin Johnston)‏ هي صحفية ومصورة أمريكية، ولدت في 15 يناير 1866 في غرافتون في الولايات المتحدة، وتوفيت في 16 مايو 1952 في نيو أورلينز في الولايات المتحدة.